# Jukka Sauso
Jukka Sauso, född 20 juni 1982 i Vasa, är en finländsk fotbollsspelare, mittback. Han spelade senast i Jönköping Södra IF i svenska Superettan. Tidigare har han bland annat spelat i Örgryte IS, dit han kom 2005. Men lämnade laget efter nedflyttningen till supperettan och skrev på för Jukas senaste klubb HJK.
Sauso spelade i U20-VM 2001. Han debuterade 2005 i det finska landslaget.
Sauso är 190 cm lång och väger 84 kg

## Klubbar
- Vaasan Palloseura (2000-2004)
- FC Hämeenlinna (2005)
- Örgryte IS (2005-2007)
- HJK Helsingfors (2007)
- Jönköping Södra IF (2010-2011)